# Deutsche Messe
Deutsche Messe ou Missa Alemã (em alemão:  Deutsche Messe und Ordnung des Gottesdiensts) é uma obra publicada por Martinho Lutero em 1526 e uma sequência de "Formulário da Missa", sua missa em latim, publicada em 1523. Ambas foram escritas como sugestões e a pedido de seus seguidores e Lutero não esperava que elas fossem seguidas exatamente como ele propôs. A função da missa, segundo ele, era a de fazer com que o povo ouvisse a palavra de Deus.
A Missa Alemã era completamente cantada com exceção do sermão.

## Partes da Missa alemã de Lutero
- Um cântico espiritual ou um salmo em alemão
- Kyrie (3x)
- Coleta (de frente para o altar)
- Epístola (de frente para a congregação)
- Hino alemão (cantado por todo o coro)
- Evangelho (de frente para a congregação)
- Credo em alemão
- Sermão sobre o Evangelho
- Paráfrase da Oração do Senhor
- Exortação aos que vão comungar
- Consagração do pão[1]
- Elevação do Corpo de Cristo
- Distribuição do Corpo de Cristo
- Sanctus parafraseado em alemão[a]
- Consagração do vinho
- Distribuição do Sangue de Cristo
- Sanctus ou Agnus Dei em alemão[b]
- Coleta de agradecimento
- Bênção de Aarão